# Manuel Teixeira Gomes
Manuel Teixeira Gomes (Vila nova de Portimão, 27 de mayo de 1860-Bugía, Argelia, 18 de octubre de 1941) fue el séptimo presidente de la Primera República Portuguesa desde el 5 de octubre de 1923 al 11 de diciembre de 1925. Fue también escritor.

## Biografía

### Familia y formación
Hijo de José Líbano Gomes y Maria da Glória Teixeira Gomes. Educado por sus padres hasta su entrada en el colegio San Luís Gonzaga en Portimão, y enviado a los diez años a un seminario de Coímbra, en donde frecuenta años después la universidad estudiando Medicina. Aunque a mitad del curso, y contrariando la voluntad de su padre, deja los estudios y se muda a Lisboa, donde pertenece al círculo de João de Deus y Fialho de Almeida. Más tarde, conocerá a otras figuras importantes de la cultura literaria de la época, como marcelino Mesquita, Gomes Leal y António Nobre.
Su padre, con alguna visión de futuro, decide continuar apoyando financieramente la nueva vida bohemia, permitiendo así que Manuel Teixeira Gomes consiga desenvolver una gran tendencia hacia las artes, principalmente en la literatura, pintura y escultura, encaminándose más a la literatura, pero son dejar de admirar las otras artes. Se hizo amigo de grandes maestros como Columbano Bordalo Pinheiro.
Vuelve a mudarse, esta vez a Oporto, donde conoce a Sampaio Bruno. En este periodo empieza a colaborar en revistas y periódicos, entre ellos: 'O Primeiro de Janeiro' y 'A Luta'.
Después de reconciliarse nuevamente con su familia, viaja por Europa, el norte de África y Oriente Próximo, en representación comercial para negociar unos productos agrícolas producidos en las propiedades de su padre (frutos secos, principalmente almendras e higos), lo que amplía considerablemente sus horizontes culturales.

## Vida política
Después de la implantación de la República, ejerce el cargo de ministro de negocios extranjeros de Portugal en Inglaterra. El 11 de octubre de 1911 presenta sus credenciales al rey Jorge V del Reino Unido, en Londres, ciudad donde en aquel momento se encontraba la familia real portuguesa en el exilio.

### Presidencia
Elegido presidente de la república el 6 de agosto de 1923, llegaría a dimitir de su cargo el 11 de diciembre de 1925, en un contexto de gran perturbación política y social. Su deseo dedicarse exclusivamente a la obra literaria fue su justificación oficial de renuncia.
El 17 de diciembre embarca rumbo a Bugía, localidad considerada por él como 'una Sintra al borde del mar' (uma Sintra à beira-mar). Este viaje es un auto-exilio voluntario, siempre en oposición al régimen de Salazar. Nunca regresó en vida a Portugal.

### Fallecimiento
Muere en 1941 y en mayo de 1950 sus restos mortales vuelven a Portugal, en una ceremonia que se volvió probablemente en la manifestación popular más controvertida en la ya ciudad de Portimão en los tiempos de Salazar, donde estuvieron presentes sus dos hijas: Ana Rosa Teixeira Gomes Calapez y Maria Manuela Teixeira Gomes Pearce de Azevedo.

## Principales obras literarias
- Cartas sem Moral Nenhuma (1903)
- Agosto Azul (1904)
- Sabina Freire (1905)
- Desenhos e Anedotas de João de Deus (1907)
- Gente Singular (1909)
- Cartas a Columbano (1932)
- Novelas Eróticas (1934)
- Regressos (1935)
- Miscelânea (1937)
- Maria Adelaide (1938)
- Carnaval Literário (1939).